# 네이스미스 농구 명예의 전당

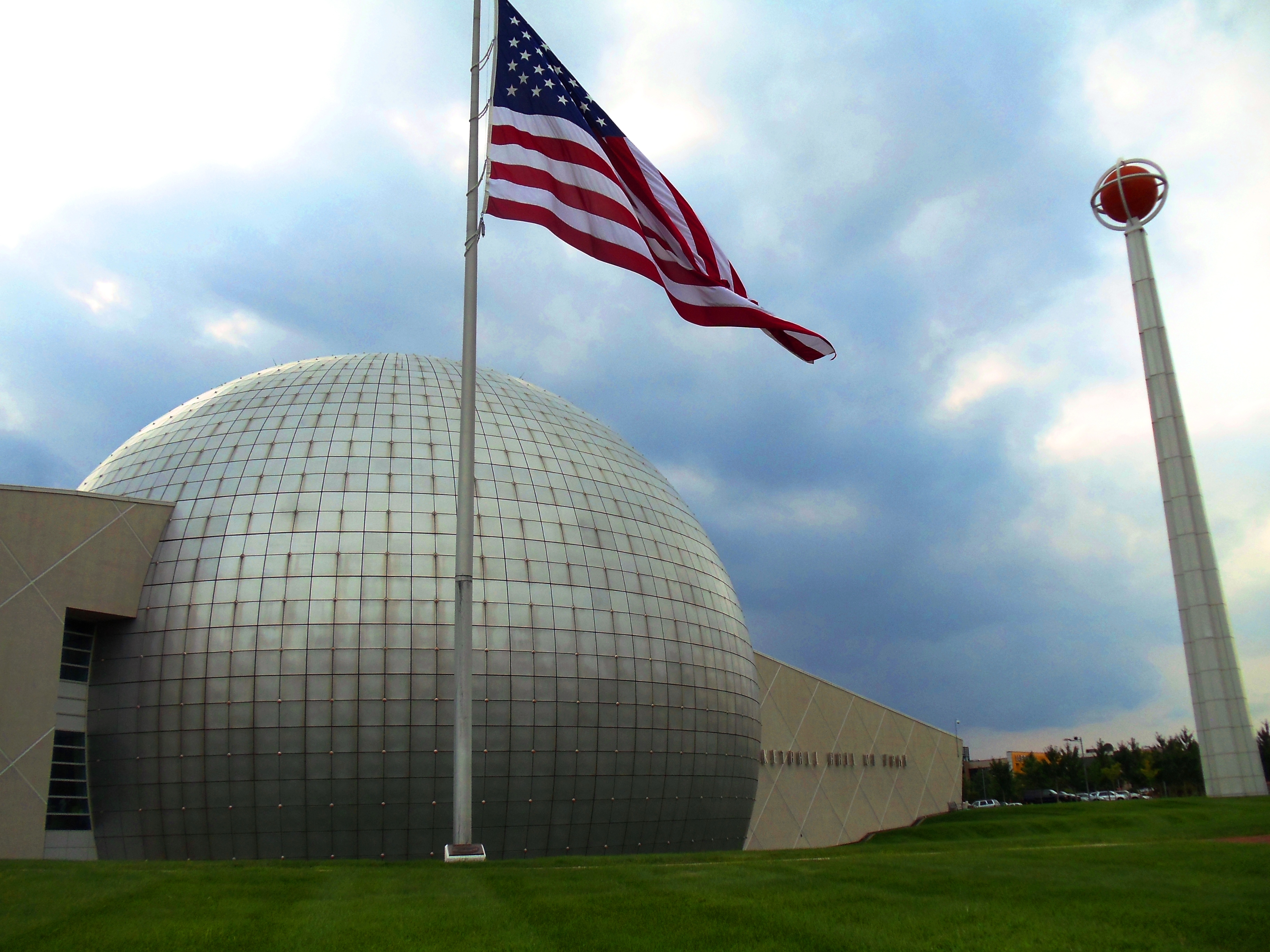
네이스미스 농구 명예의 전당

네이스미스 농구 명예의 전당(Naismith Memorial Basketball Hall of Fame)은 농구 경기에서 특출한 업적을 가진 지도자, 심판, 선수, 특별 공로자의 영예를 기리기 위한 시설이다. 정식 명칭은 현대 농구를 발전시킨 제임스 네이스미스의 이름을 따왔으며, 매사추세츠주 스프링필드에 위치하고 있다.